# Manacor

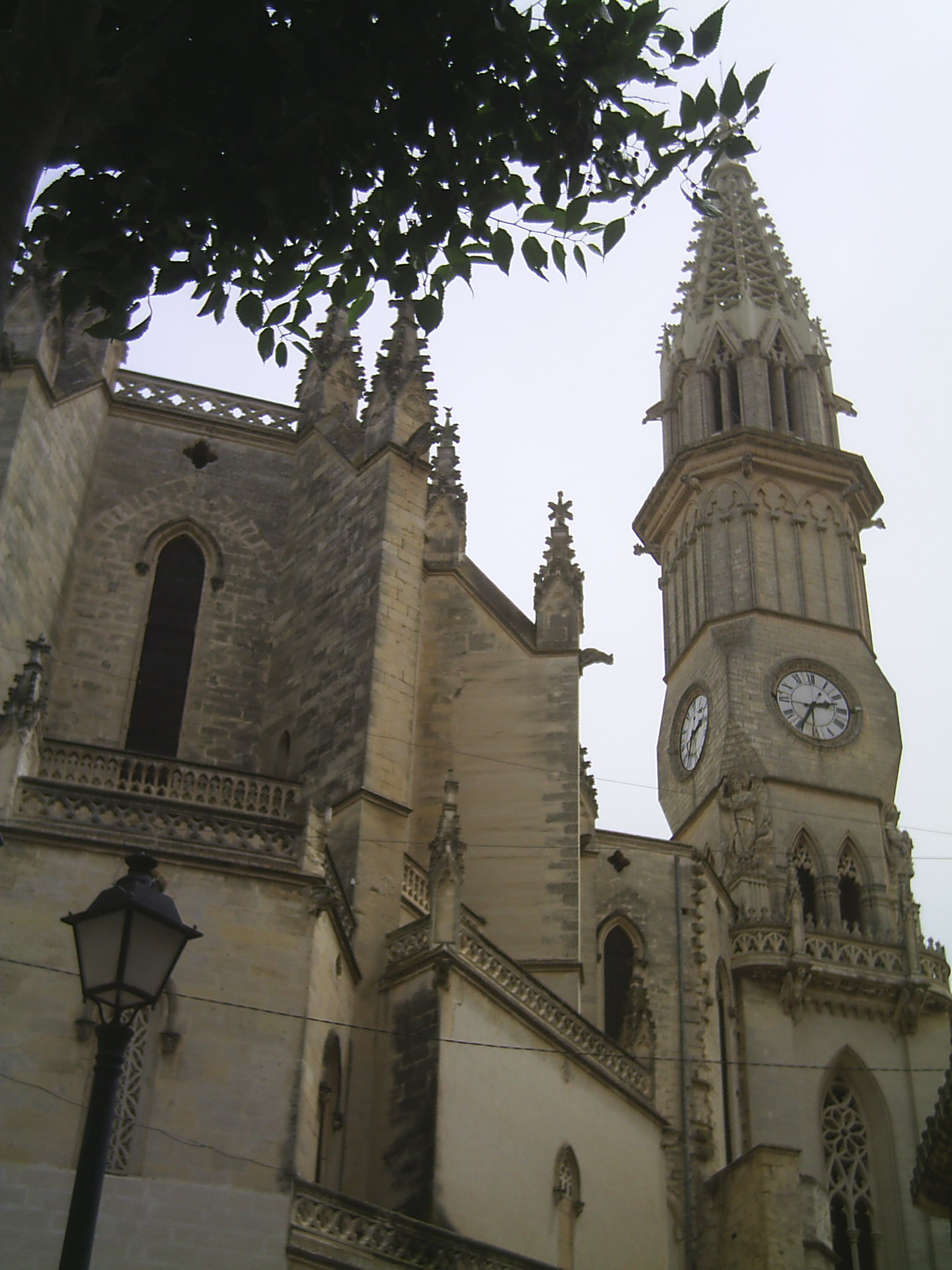
Iglesia de Nuestra Señora de los Dolores, neogótico del

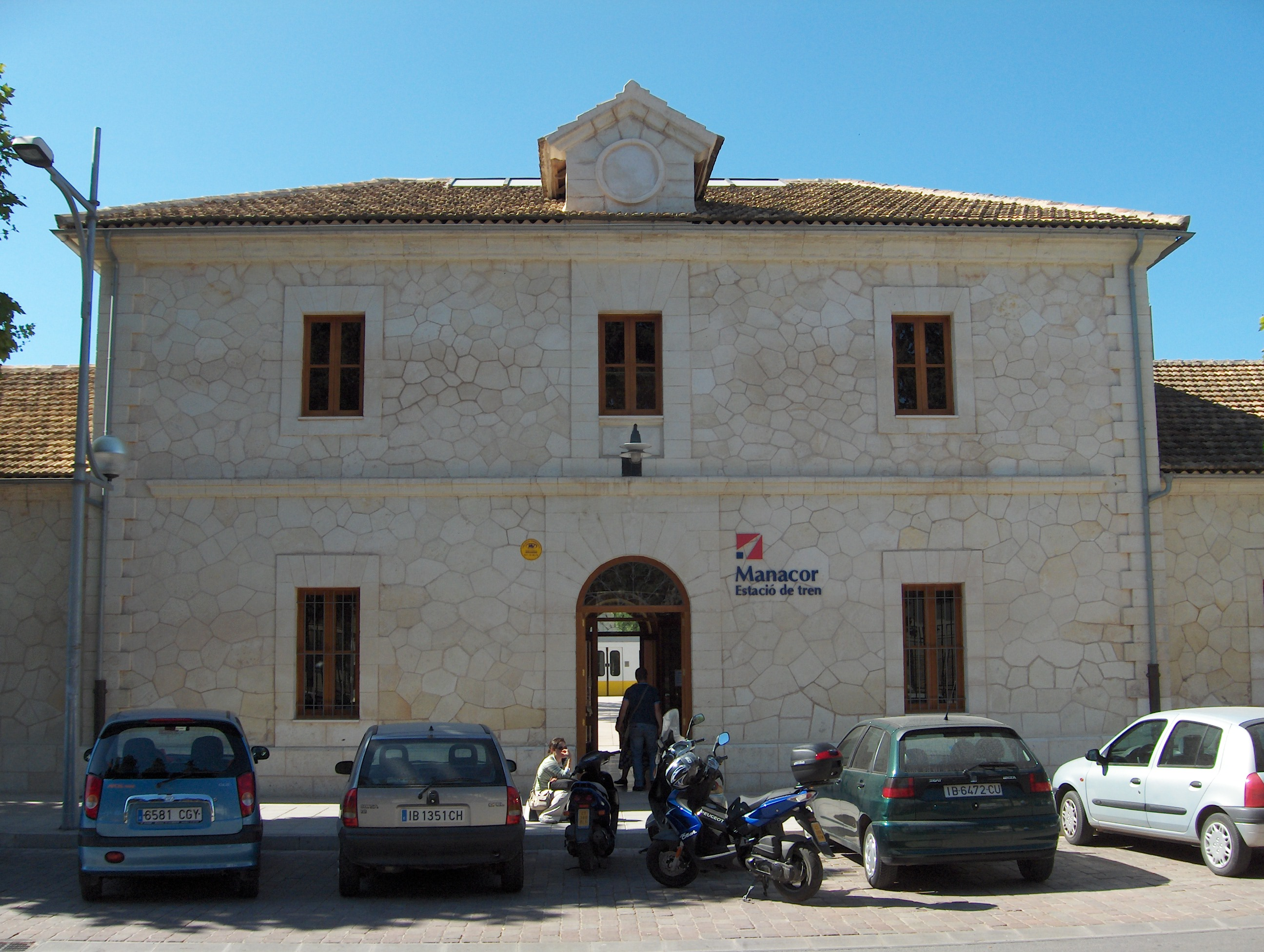
Estación de tren

Manacor es una ciudad y municipio español situado en la parte oriental de Mallorca, en las Islas Baleares. A orillas del mar Mediterráneo, este municipio limita con los de San Lorenzo del Cardezar, Petra, Villafranca de Bonany y Felanich. Cuenta con una población de 47 777 habitantes (INE 2024).
El municipio manacorense es una de las cinco entidades que componen la comarca del Levante Mallorquín, y comprende los núcleos de población de Manacor —capital municipal, comarcal y sede de un partido judicial propio—, Porto Cristo, s'Illot-Cala Morlanda, Calas de Mallorca (Cales de Mallorca), Son Macià, Cala Anguila-Cala Mandía (Cala Anguila-Mendia), Cala Murada, Cala Romántica (Estany d'en Mas), Son Talent, Son Mas y La Marineta (sa Marineta).
Por su población, Manacor es el tercer municipio de la isla y el segundo en cuanto a superficie.

## Geografía

### Clima
El clima es típicamente mediterráneo, templado y con estacionamiento térmico. Las zonas montañosas e interiores son secas y subhúmedas, mientras que la marina es semiárida. La temperatura media anual es de 16°-17 °C.
| Parámetros climáticos promedio de Manacor, España           | Parámetros climáticos promedio de Manacor, España | Parámetros climáticos promedio de Manacor, España | Parámetros climáticos promedio de Manacor, España | Parámetros climáticos promedio de Manacor, España | Parámetros climáticos promedio de Manacor, España | Parámetros climáticos promedio de Manacor, España | Parámetros climáticos promedio de Manacor, España | Parámetros climáticos promedio de Manacor, España | Parámetros climáticos promedio de Manacor, España | Parámetros climáticos promedio de Manacor, España | Parámetros climáticos promedio de Manacor, España | Parámetros climáticos promedio de Manacor, España | Parámetros climáticos promedio de Manacor, España |
| Mes                                                         | Ene.                                              | Feb.                                              | Mar.                                              | Abr.                                              | May.                                              | Jun.                                              | Jul.                                              | Ago.                                              | Sep.                                              | Oct.                                              | Nov.                                              | Dic.                                              | Anual                                             |
| ----------------------------------------------------------- | ------------------------------------------------- | ------------------------------------------------- | ------------------------------------------------- | ------------------------------------------------- | ------------------------------------------------- | ------------------------------------------------- | ------------------------------------------------- | ------------------------------------------------- | ------------------------------------------------- | ------------------------------------------------- | ------------------------------------------------- | ------------------------------------------------- | ------------------------------------------------- |
| Temp. máx. media (°C)                                       | 14.4                                              | 15.0                                              | 16.1                                              | 18.3                                              | 22.2                                              | 26.7                                              | 30.0                                              | 30.0                                              | 27.2                                              | 22.8                                              | 18.3                                              | 15.6                                              | 21.4                                              |
| Temp. mín. media (°C)                                       | 3.9                                               | 4.4                                               | 5.0                                               | 7.2                                               | 10.6                                              | 15.0                                              | 17.8                                              | 18.3                                              | 16.1                                              | 12.2                                              | 7.8                                               | 5.6                                               | 10.3                                              |
| Precipitación total (mm)                                    | 40.6                                              | 35.6                                              | 38.1                                              | 35.6                                              | 33.0                                              | 20.3                                              | 7.6                                               | 17.8                                              | 50.8                                              | 76.2                                              | 53.3                                              | 53.3                                              | 462.3                                             |
| Fuente: The Weather Channel Interactive, Inc. marzo de 2009 |                                                   |                                                   |                                                   |                                                   |                                                   |                                                   |                                                   |                                                   |                                                   |                                                   |                                                   |                                                   |                                                   |

### Vegetación
La superficie forestal representa poco más del 20 % del término municipal. Como especies arbóreas, el acebuche y el palmito del monte bajo se extienden por la Marina, junto con especies de plantas como la estepa joana (Hypericum balearicum), el lentisco (Lentiscus), el heno (Fenum), el romero (Rosmarinus) y el brezo. El pinar se desarrolla en la zona montañosa. En la costa encontramos, entre otros, el hinojo marino y la aliaga, mientras que en las playas el cardo marino casi ha desaparecido. En las zonas más húmedas son frecuentes también el tamarindo y el cañaveral.

## Historia
Los primeros indicios de presencia humana en los territorios que hoy en día ocupa el término municipal de Manacor se remontan a 2000-1200 a. C. De este período destacan las cuevas artificiales como lugar de enterramiento (cova de s’Homonet en Son Ribot, Mitjà de ses Beies en Sa Sínia Nova, etc.), y las navetas, construcciones aisladas o agrupadas en poblados, utilizadas como habitáculos (sa Marineta, s’Hospitalet Vell, etc.).
De la época talayótica destacan las construcciones de l'Hospitalet Vell, Bosc, Bellver, Bandrís, Son Sureda y Sa Gruta. 
Los hallazgos submarinos de materiales en Porto Cristo señalan un ámbito frecuentado por los romanos. Los restos de las basílicas de Sa Carrotja y Son Peretó indican comunidades cristianas consolidadas.
El origen de la ciudad de Manacor es probablemente anterior a la dominación islámica. 
En 1300 Jaime II concedió a Manacor el estatuto de villa. De los inicios urbanísticos se han conservado la Torre del Palau y la fortificación de algunas casas rurales como la Torre de ses Puntes y la Torre dels Enagistes. De la época medieval es necesario recordar el papel de Manacor en los conflictos sociales con el protagonismo de un personaje destacado: Simó Tort.
Un hecho importante fue la fundación del convento de San Vicente Ferrer por la Orden de los Predicadores en 1576, iniciándose, al mismo tiempo, la construcción de la iglesia barroca y el nacimiento de la barriada de Fartàritx, donde se concentran los molinos de viento que marcan la fisionomía de esta zona de la ciudad. A principios del siglo siguiente, la orden comenzó el claustro. Con la desamortización de 1835, los bienes de la orden pasaron a manos del estado, destinándose las dependencias del claustro a servicios municipales y a juzgado.
En 1879 se inauguró la línea de ferrocarril Inca-Manacor y en 1902 se fundó la primera fábrica de perlas artificiales, convirtiéndose con ello en el centro comercial e industrial del Levante mallorquín. Desde 1912, Manacor posee el título de ciudad.
A finales del siglo XIX se construyó la nueva iglesia de Nuestra Señora de los Dolores, obra del arquitecto Gaspar Bennazar, que se ubicó en el mismo lugar que las iglesias anteriores (la más antigua posiblemente construida sobre una mezquita árabe).
En 2015, se realizan las elecciones a la alcaldía del ayuntamiento de Manacor y los resultados fueron: Mes-Esquerra con 5 regidores, PI con 5 regidores, PP con 4 regidores, PSOE con 3 regidores, AIPC-SYS con 3 regidores y Volem (Podemos) con 1 regidor. Se formuló un pacto de izquierdas formadas por MES-ESQUERRA, PSOE y VOLEM (PODEMOS) y consiguieron un gobierno en minoría con 9 regidores de los 11 que se hacen falta para tener un gobierno con mayoría absoluta.
En octubre, los partidos de derechas: Partido Popular (PP), Proposta per les Illes (PI) y AIPC-SYS, firmaron un pacto para derrocar al equipo de gobierno de izquierdas y con la suma de los partidos de derechas suman 11 regidores con lo cual tienen mayoría absoluta para gobernar, y día 4 de noviembre se traspasaran los poderes, por lo cual se confirma un gobierno de derechas con la alcaldía liderada por Pedro Rosselló (PP) durante dos años y por Catalina Riera (EL PI) por el último año y medio de mandato, mientras el teniente de alcalde será Joan Gomila de AIPC-SYS durante todo lo que queda de legislatura.
Esta moción de censura presentada por el bloque de derechas, es la primera moción de censura realizada a un equipo de gobierno de Manacor.

## Demografía
Manacor cuenta con una población de 47 777 habitantes (INE 2024).
| Gráfica de evolución demográfica de Manacor entre 1842 y 2021 |
| |
| Población de derecho según los censos de población del INE Población de hecho según los censos de población del INEEntre el censo de 1897 y el anterior, disminuye el término del municipio porque independiza a San Lorenzo de Cardessar |

El crecimiento demográfico del municipio a lo largo de la historia se considera proporcional al del conjunto de la isla. Se calcula que en el siglo XVI la población era de unos 5000 habitantes, aumentando a 7000 hasta el siglo XVIII. La expansión demográfica se inicia en el siglo XIX, llegando a unos 13 000 habitantes a comienzos del siglo XX. A partir de 1920 se produce un fuerte incremento hasta 1940 (19 000), año en el que se produce un estancamiento. En los años 60 se reanuda con períodos de mayor moderación, hasta hoy en día. El aumento de este último ciclo se ha caracterizado por la ola inmigratoria provocada por la expansión económica paralela al desarrollo del sector turístico.
La población se distribuye en diferentes núcleos, concentrándose el 71 % en la ciudad de Manacor, el 19 % en Porto Cristo donde se ha producido un incremento muy notable en los últimos años, y el resto se reparte entre s'Illot-Cala Morlanda, Calas de Mallorca, Son Macià, Cala Anguila-Cala Mandía, Cala Murada, Cala Romántica, Son Talent, Son Mas y La Marineta.

## Administración y política

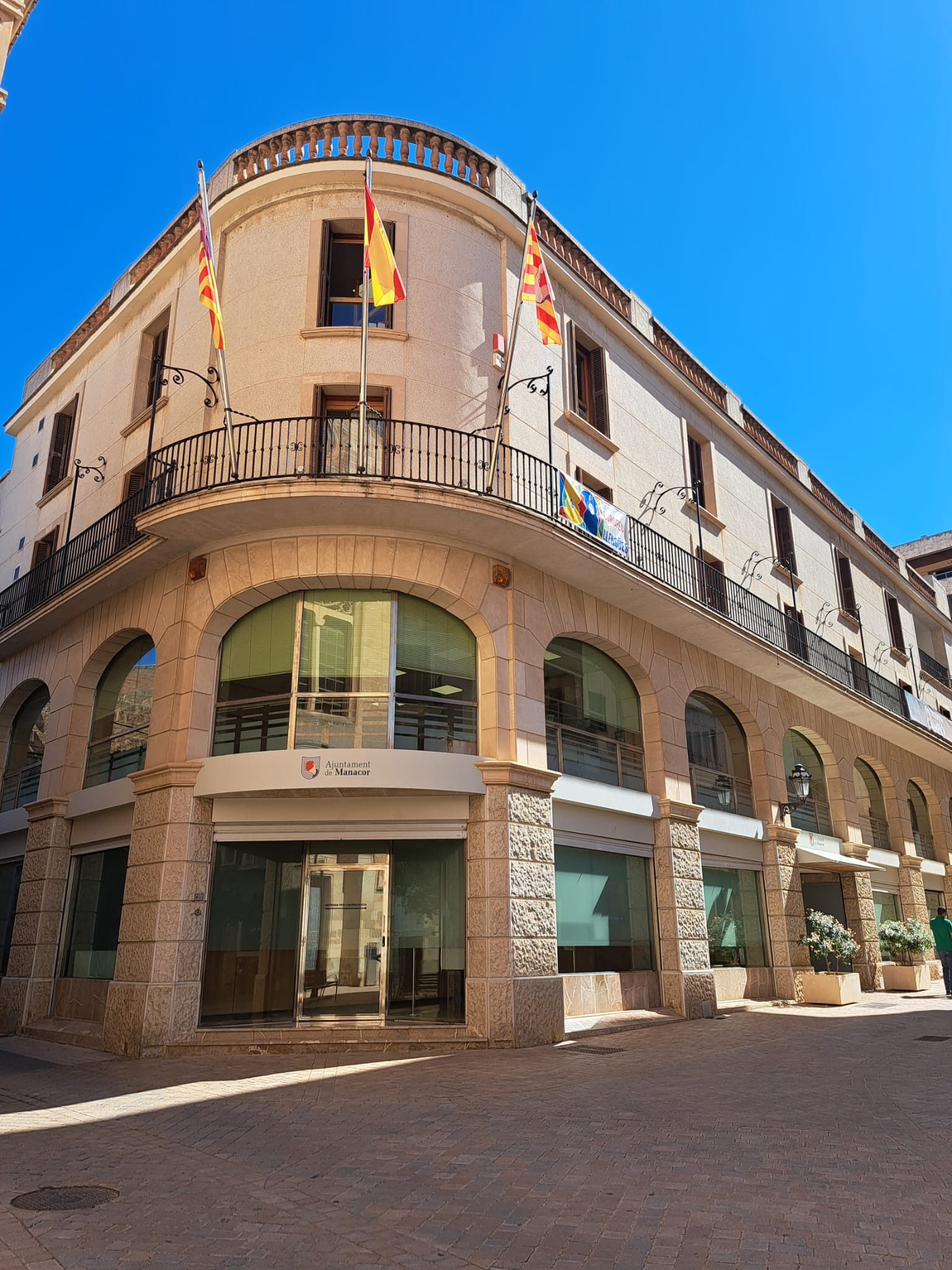
Ayuntamiento de Manacor

| Periodo   | Nombre            | Partido | Partido                                            |
| --------- | ----------------- | ------- | -------------------------------------------------- |
| 1979–1980 | Llorenç Mas       |         | Candidatura Democràtica Independent (CDI)          |
| 1980–1983 | Jaume Llull       |         | Candidatura Democràtica Independent (CDI)          |
| 1983–1987 | Gabriel Homar     |         | Alianza Popular (AP)                               |
| 1987–1991 | Jaume Llull       |         | Partit Socialista de les Illes Balears (PSIB-PSOE) |
| 1991–1991 | Gabriel Homar     |         | Partido Popular (PP)                               |
| 1991–1995 | Gabriel Bosch     |         | Partido Popular (PP)                               |
| 1995–1996 | Bartomeu Rosselló |         | Partido Popular (PP)                               |
| 1996–1999 | Catalina Sureda   |         | Partido Popular (PP)                               |
| 1999–2003 | Miquel Riera      |         | Unió Mallorquina (UM)                              |
| 2003–2015 | Antoni Pastor     |         | Partido Popular (PP)                               |
| 2015–2015 | Miquel Oliver     |         | Més                                                |
| 2015–2017 | Pere Rosselló     |         | Partido Popular (PP)                               |
| 2017–2019 | Catalina Riera    |         | Proposta per les Illes (PI)                        |
| 2019–act. | Miquel Oliver     |         | Més                                                |

| Partido político                                                                | 2023  | 2023  | 2023       | 2019  | 2019  | 2019       | 2015  | 2015  | 2015       | 2011  | 2011  | 2011       | 2007    | 2007    | 2007       |
| Partido político                                                                | %     | Votos | Concejales | %     | Votos | Concejales | %     | Votos | Concejales | %     | Votos | Concejales | %       | Votos   | Concejales |
| Més (PSM-IV-EN-APIB)                                                            | 28,00 | 4566  | 7          | 25,61 | 3930  | 6          | 22,52 | 3486  | 5          | 10,54 | 1616  | 2          | 13,40   | 2072    | 3          |
| Partido Popular (PP)                                                            | 25,51 | 4160  | 6          | 15,40 | 2363  | 4          | 18,96 | 2935  | 4          | 40,39 | 6190  | 11         | 43,67   | 6752    | 10         |
| Partit Socialista de les Illes Balears (PSIB-PSOE)                              | 18,29 | 2983  | 4          | 18,34 | 2814  | 4          | 13,73 | 2125  | 3          | 13,19 | 2021  | 3          | 13,15   | 2033    | 3          |
| Agrupación Independiente de Porto Cristo (AIPC)-Silloters y Simpatizantes (SyS) | 11,55 | 1884  | 2          | 11,30 | 1734  | 3          | 11,89 | 1841  | 3          | 9,74  | 1492  | 2          | 9,15    | 1415    | 2          |
| Vox                                                                             | 7,92  | 1292  | 2          | 4,86  | 747   | 0          | —     | —     | —          | —     | —     | —          | —       | —       | —          |
| Proposta per les Illes (PI)                                                     | 4,49  | 733   | 0          | 14,75 | 2264  | 3          | 19,51 | 3020  | 5          | —     | —     | —          | —       | —       | —          |
| Podem-Esquerra Unida de les Illes Balears (EUIB)-Volem Manacor                  | 1,96  | 320   | 0          | 5,29  | 813   | 1          | 7,06  | 1093  | 1          | 2,04  | 312   | 0          | 3,98    | 616     | 0          |
| Alternativa Liberal de Manacor (ALM)                                            | —     | —     | —          | —     | —     | —          | —     | —     | —          | 8,47  | 1298  | 2          | 14,67   | 2268    | 3          |
| Esquerra Republicana de les Illes Balears (ERIB)                                | —     | —     | —          | —     | —     | —          | —     | —     | —          | 6,30  | 965   | 1          | Con PSM | Con PSM | Con PSM    |

## Patrimonio
Plaza Sa Bassa: Elegante plaza con historia. Algunos de los edificios que la circundan son del siglo XVII. 
Iglesia Nuestra Señora de los Dolores: Este gran templo sobresale de entre los edificios de alrededor; de porte fastuoso y recargado propio del estilo neogótico del siglo XIX. Destaca la esbelta torre anexa de 80 metros de altura, haciéndola el edificio más alto de la isla. Iglesia de nave central circundada por una sucesión de capillas. El rector Rubí ordenó su edificación sobre la antigua iglesia de Santa María de Manacor, del siglo XV. Los feligreses rinden culto al Cristo de Manacor.
Antiguo Palacio Real: Fue palacio residencial del rey Jaime. Hoy ocupado por el conocido bar Sa Torre del Palau, que invita a degustar café en un entorno de estética medieval (siglo XIII) semejante a la época en que se erigió el edificio.
De la estructura original solo se conserva la Torre del Homenaje, de sección cuadrada y marcado estilo gótico.
Iglesia de San Vicente Ferrer: Bello templo austero y sencillo, erigido a fines del siglo XVI en la plaza del Convento.
La sobria fachada sigue es de estética dominica aunque se observan detalles góticos como los de la torre anexa con remate piramidal, y detalles clásicos en el frontón que corona su puerta.
La iglesia su interior guarda tesoros de gran valor simbólico: el famoso S'Alicorn, protagonista indiscutible del folclore manacorí, mezcla de hombre con cabeza de asno subido en un triciclo. Parece que S'Alicorn es una metáfora burlesca de los sacerdotes de la Inquisición.
El interior es de una sola nave. Lo mejor, la capilla del Rosario, insigne obra barroca, repleta de adornos y remates dorados. Destaca también el órgano de la capilla, del siglo XVII.
Hermoso claustro en torno a un patio rectangular, formado por arcadas de medio punto de cuidadas proporciones.
Torre de Ses Puntes: El nombre de esta torre responde a su remate almenado, que recuerda su función defensiva. Fue levantada entre los siglos XIII y XVI.
Ahora hay en la torre hay una sala de exposiciones. La función original de la torre era avistar las señales emitidas por las atalayas costeras y para prevenir a la población de las posibles invasiones, mayormente piratas berberiscos.
Cerca se encuentra la plaza de Ramón Llul, lugar del antiguo mercado de ganado, verduras, lana y otros productos. Y más allá, la plaza de San Jaime contiene la fuente de los Cuatro Peces. 
Torre dels Enagistes: en las afueras de la ciudad permanece esta antigua torre defensiva desde el siglo XVI. 
El museo de Historia de Manacor alberga una interesante colección de objetos representativos de la historia antigua de la ciudad: monedas, utensilios de navegación, cerámicas y un mosaico de la basílica paleocristiana de Son Peretó (siglo V).
Porto Cristo: Aquí encontramos la iglesia de la Virgen, de reciente construcción (fines del siglo XIX); La Torre dels Falcons, siglo XVI, que defendía el puerto de los ataques invasivos por mar; Las singulares Cuevas Blancas, galería de cuevas situadas en la línea de costa que fueron morada de pescadores hasta mediados del siglo XIX.
La localidad es conocida principalmente por sus cuevas, especialmente las cuevas del Drach, una gran oquedad de 1700 metros de recorrido en donde la naturaleza ha esculpido las más asombrosas formas (estalactitas y estalagmitas). Dentro de la cueva está el lago Martel, uno de los mayores lagos subterráneos del mundo. 
Manacor en la Prehistoria y la Antigüedad: En los alrededores de Manacor, S'Hopitalet Vell, en la zona de Calas de Mallorca, tenemos el poblado prehistórico de Es Velar, que conserva en buen estado un talayot o torreta de grandes dimensiones, tal vez de la Edad de Bronce (hacia el 4000 a. C.).
A 8 kilómetros de Manacor se encuentra por la carretera que lleva a San Lorenzo del Cardezar la basílica paleocristiana de Son Peteró, del siglo V. Sus bellos mosaicos están expuestos hoy en el Museo de Historia de Manacor (Torre dels Enagistes).

## Cultura

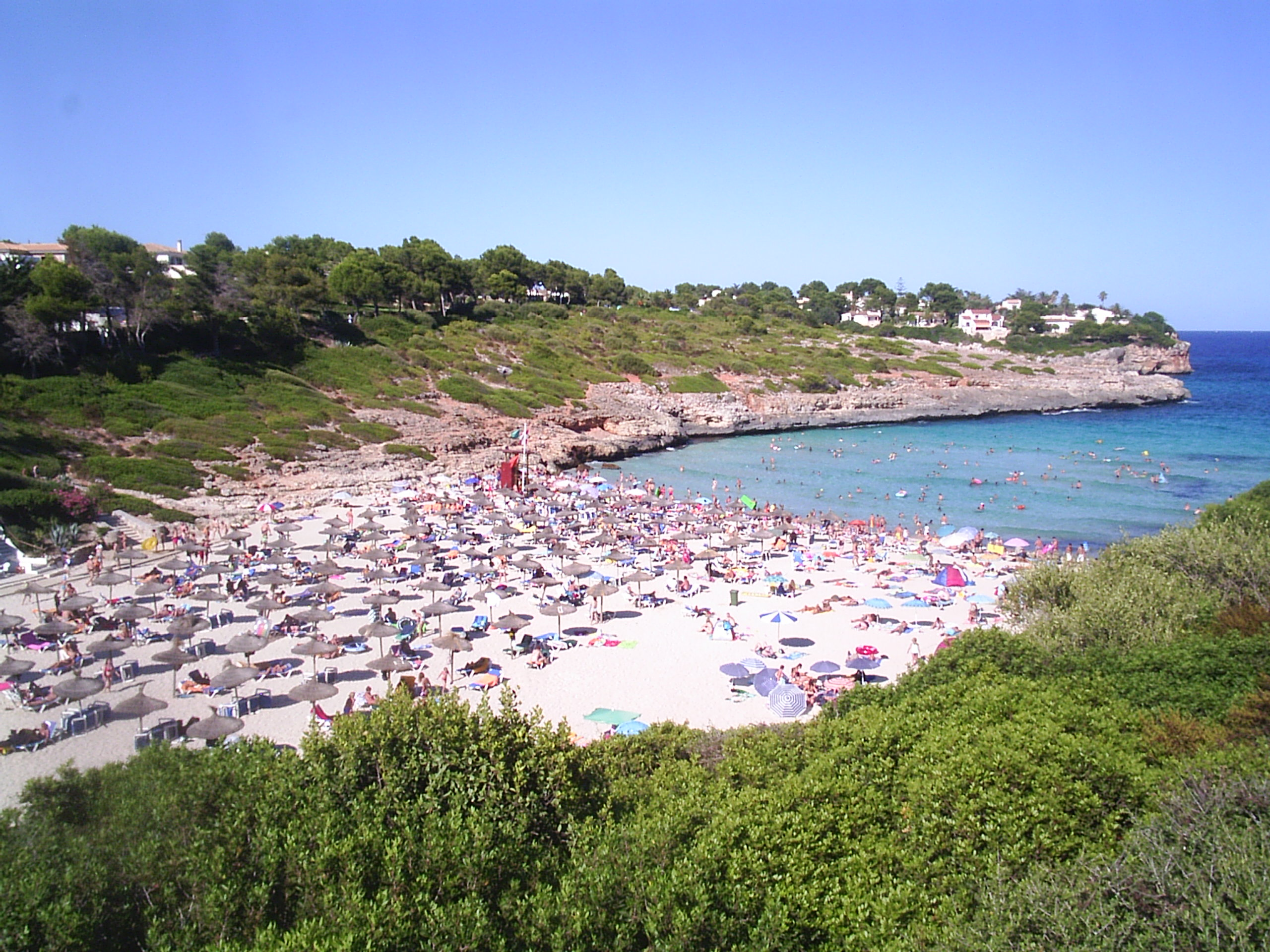
Cala Mandía

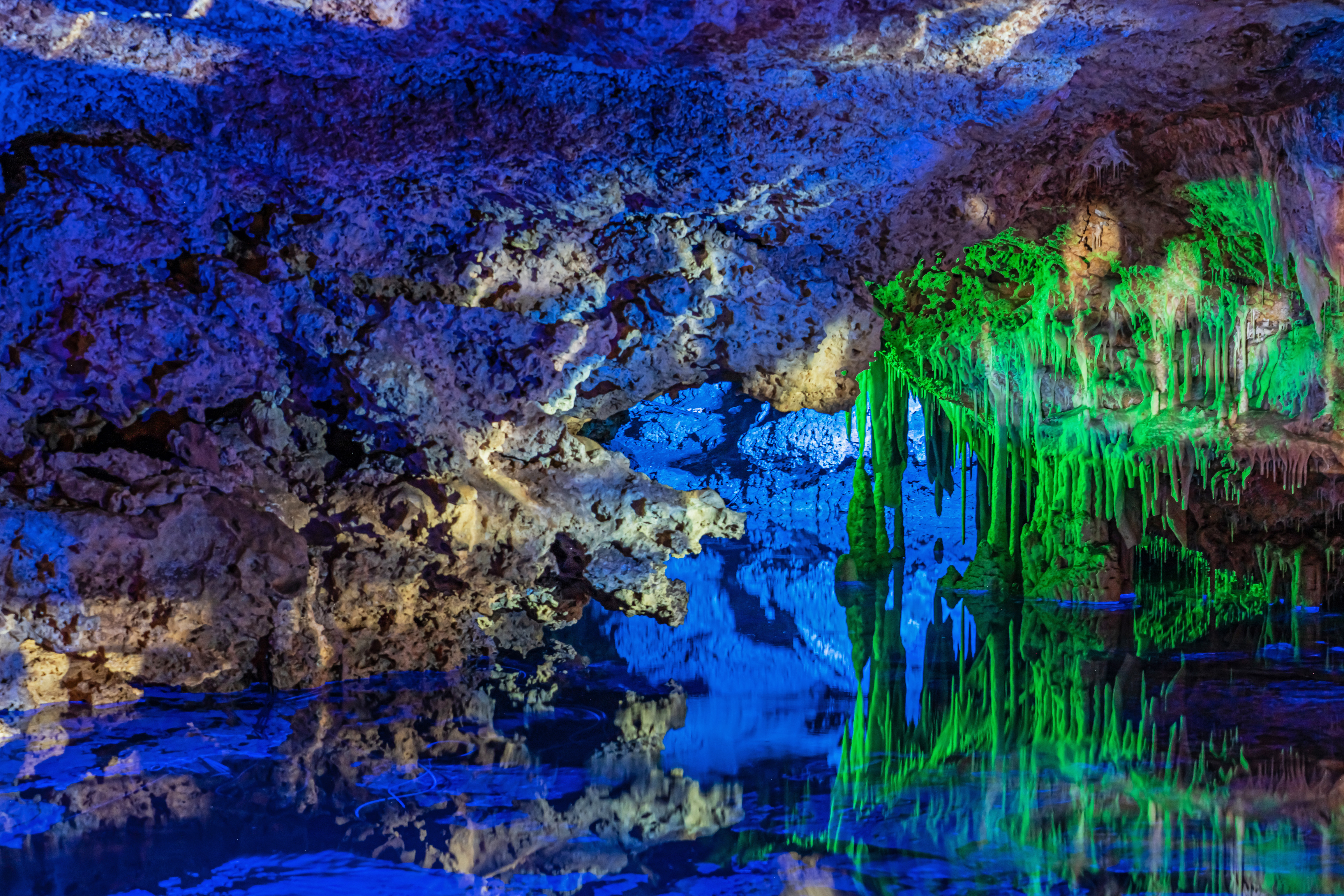
Interior de las cuevas dels Hams, en el término municipal de Manacor

Manacor tiene muy arraigadas la cultura de sus antepasados gracias al esfuerzo del pueblo por recuperarlas. Algunas muestras más representativas de esta cultura son:

### Moretons
Danza ritual de origen incierto. Según parece, compuesta hacia 1855 con motivos de la proclamación del Dogma de la Inmaculada Concepción de María.
La vestimenta de los Moretons se parece a la de los piratas berberiscos y sus colores predominantes son amarillo y rojo. Llevan un turbante con media luna y mazas de madera en manos, rodillas y abdomen, que hacen chocar al son de la música. Salen en mayo, por las fiestas de Santo Domingo.

### Cossiers
Baile compuesto de seis hombres y una mujer. Por los meses de mayo y junio en las ferias y fiestas de primavera.

### San Antonio

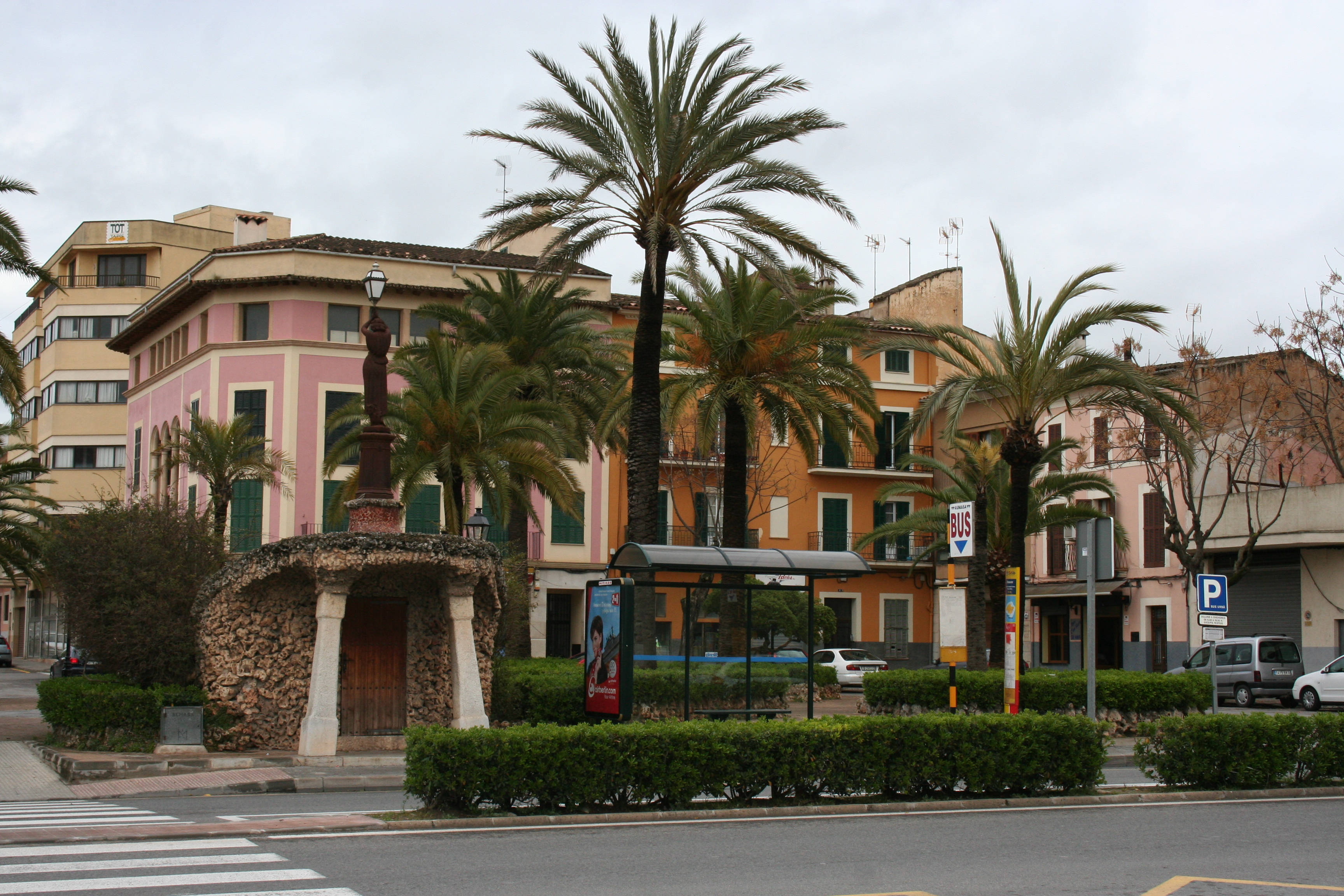
Plaza de la Mora

La víspera del 17 de enero se encienden hogueras en las calles del pueblo para comer y cantar alrededor, y se aprovecha para asar llangonisses y botifarrons (embutidos típicos de la isla). Mientras, una comitiva compuesta por San Antonio y tres demonios, (en los 80 fueron 5, pero eran demasiados para repartir los donativos y volvieron a quedar 3) que representa las tentaciones a las que el santo se ve sometido, y un grupo de músicos van recorriendo las calles del pueblo haciendo un baile típico hasta altas horas de la madrugada. Al día siguiente se celebran la Beneïdes, un desfile de carrozas y animales para su bendición por un párroco. San Antonio Abad es el patrón de los animales y del campesino.